# Liste des monuments historiques de Kapelle-op-den-Bos
Cette page regroupe l'ensemble des monuments classés de la ville belge de Kapelle-op-den-Bos.
| Objet                                         | Statut du classement? | Année de construction/architecte | Section communale  | Adresse              | Coordonnées                      | Numéro d'inventaire | Illustration  |
| --------------------------------------------- | --------------------- | -------------------------------- | ------------------ | -------------------- | -------------------------------- | ------------------- | ------------- |
| (nl) Parochiekerk Sint-Niklaas                |                       |                                  | Kapelle-op-den-Bos | Oudstrijdersstraat 2 | 51° 00′ 48″ nord, 4° 21′ 18″ est | 39794               | Téléverser    |
| (nl) Parochiekerk Onze-Lieve-Vrouw-Hemelvaart |                       |                                  | Nieuwenrode        | Kerkstraat 18        | 50° 58′ 45″ nord, 4° 21′ 03″ est | 39797               | Téléverser    |
| (nl) Pastorie                                 | OB000431 · OB001452   |                                  | Nieuwenrode        | Kerkstraat 24        | 50° 58′ 43″ nord, 4° 21′ 02″ est | 39798               | (nl) Pastorie |
| (nl) "Brandhof", hoeve                        |                       |                                  | Nieuwenrode        | Brandhofstraat 36    | 50° 59′ 38″ nord, 4° 22′ 19″ est | 39799               | Téléverser    |
| (nl) Hoekhuis                                 |                       |                                  | Nieuwenrode        | Kerkstraat 7         | 50° 58′ 46″ nord, 4° 21′ 01″ est | 39800               | Téléverser    |
| (nl) Dubbelhuis                               |                       |                                  | Nieuwenrode        | Kerkstraat 13        | 50° 58′ 45″ nord, 4° 21′ 00″ est | 39801               | Téléverser    |
| (nl) "Hof ten Dorp", hoevegebouwen            |                       |                                  | Nieuwenrode        | Paddegatstraat 96    | 50° 58′ 48″ nord, 4° 21′ 01″ est | 39803               | Téléverser    |
| (nl) Boerenhuisje                             |                       |                                  | Nieuwenrode        | Paddegatstraat 107   | 50° 58′ 52″ nord, 4° 21′ 01″ est | 39804               | Téléverser    |
| (nl) Boerenhuis                               |                       |                                  | Nieuwenrode        | Paddegatstraat 108   | 50° 58′ 53″ nord, 4° 21′ 01″ est | 39805               | Téléverser    |
| (nl) Langgestrekte hoeve                      |                       |                                  | Nieuwenrode        | Vaartstraat 15       | 50° 59′ 52″ nord, 4° 22′ 00″ est | 39807               | Téléverser    |
| (nl) "Noordhof", semigesloten hoeve           |                       |                                  | Nieuwenrode        | Ipsvoordestraat 61   | 50° 59′ 11″ nord, 4° 21′ 54″ est | 39810               | Téléverser    |
| (nl) "Spaans hof", hoevegebouwen              |                       |                                  | Nieuwenrode        | Spenaardstraat 67    | 50° 59′ 26″ nord, 4° 22′ 16″ est | 39812               | Téléverser    |
| (nl) Parochiekerk Sint-Martinus               | OB001194              |                                  | Ramsdonk           | Gemeenteplein 2      | 51° 00′ 53″ nord, 4° 20′ 07″ est | 39813               | Téléverser    |
| (nl) Kasteel van Houtem                       |                       |                                  | Ramsdonk           | Kasteel 1            | 51° 01′ 05″ nord, 4° 19′ 45″ est | 39814               | Téléverser    |
| (nl) Kasteel van Houtem                       |                       |                                  | Ramsdonk           | Kasteel 3            | 51° 01′ 05″ nord, 4° 19′ 45″ est | 39814               | Téléverser    |
| (nl) Kasteel van Houtem                       |                       |                                  | Ramsdonk           | Kasteel 5            | 51° 01′ 05″ nord, 4° 19′ 45″ est | 39814               | Téléverser    |
| (nl) Pastorie                                 | OB001195              |                                  | Ramsdonk           | Gemeenteplein 3      | 51° 00′ 51″ nord, 4° 20′ 07″ est | 39815               | Téléverser    |